# Логанешты (Криулянский район)
Логанешты, Логэнешть (рум. Logănești) — село в Криулянском районе Молдавии. Наряду с сёлами Дрэсличень и Ратуш входит в состав коммуны Дрэсличень.

## География
Село расположено на высоте 71 метров над уровнем моря.

## Население
По данным переписи населения 2004 года, в селе Логэнешть проживает 196 человек (95 мужчин, 101 женщина).
Этнический состав села:
| Национальность | Число жителей | Процентный состав |
| -------------- | ------------- | ----------------- |
| молдаване      | 174           | 88.78             |
| румыны         | 20            | 10.2              |
| русские        | 2             | 1.02              |
| Всего          | 196           | 100%              |